# Campeonato Uruguaio de Futebol de 2003
O Campeonato Uruguaio de Futebol de 2003 foi a 72ª edição da era profissional do Campeonato Uruguaio. O Nacional, vencedor do Torneio Apertura, e o Peñarol, vencedor do Torneio Clausura, jogaram a semifinal da competição, onde o Peñarol ganhou a partida e sagrou-se campeão uruguaio sem a necessidade de uma final, já que o time Carbonero ficou em primeiro lugar na tabela acumulada, que é a soma dos pontos obtidos nos torneios Apertura e Clausura.

## Regulamento
As equipes participantes jogariam os torneios Apertura e Clausura, ambos no sistema de pontos corridos, em um único turno.
Os campeões dos Torneios Apertura e Clausura disputariam uma semifinal. O ganhador da partida enfrentaria o vencedor da tabela acumulada (soma dos pontos obtidos nos torneios Apertura e Clausura) em dois jogos finais, onde quem vencesse tornaria-se o campeão do Campeonato Uruguaio.
Com tal regulamento, existiam duas possibilidades de haver um campeão sem a disputa da final: no caso de um time vencer um dos Torneios, Apertura ou Clausura, e vencer também a tabela acumulada, bastaria derrotar seu oponente na semifinal e sagraria-se campeão antecipado, já que teria terminado a tabela acumulada no primeiro lugar. A outra possibilidade seria uma equipe ganhar os dois Torneios, Apertura e Clausura, para sagrar-se campeão, já que por consequência disso terminaria na primeira colocação da tabela acumulada e não haveria necessidade de jogar sequer semifinal.
Sobre o descenso, seriam rebaixados à Segunda Divisão dois clubes da capital Montevidéu e um do interior.

## Classificação

### Torneio Apertura
O Torneio Apertura começou em 21 de fevereiro e terminou em 29 de junho.
| Pos | Equipe               | Pts | J  | V  | E | D  | GP | GC | SG  |
| --- | -------------------- | --- | -- | -- | - | -- | -- | -- | --- |
| 1º  | Nacional             | 44  | 17 | 14 | 2 | 1  | 34 | 9  | 25  |
| 2º  | Peñarol              | 38  | 17 | 12 | 2 | 3  | 43 | 20 | 23  |
| 3º  | Danubio              | 34  | 17 | 10 | 4 | 3  | 34 | 19 | 15  |
| 4º  | Montevideo Wanderers | 33  | 17 | 10 | 3 | 4  | 40 | 28 | 12  |
| 5º  | Fénix                | 29  | 17 | 9  | 2 | 6  | 41 | 38 | 3   |
| 6º  | Cerro                | 28  | 17 | 8  | 4 | 5  | 25 | 21 | 4   |
| 7º  | Deportivo Maldonado  | 28  | 17 | 8  | 4 | 5  | 24 | 26 | -2  |
| 8º  | Defensor Sporting    | 27  | 17 | 8  | 3 | 6  | 28 | 23 | 5   |
| 9º  | Liverpool            | 27  | 17 | 8  | 3 | 6  | 24 | 24 | 0   |
| 10º | Miramar Misiones     | 22  | 17 | 6  | 4 | 7  | 28 | 27 | 1   |
| 11º | Bella Vista          | 21  | 17 | 6  | 3 | 8  | 23 | 22 | 1   |
| 12º | Central Español      | 21  | 17 | 6  | 3 | 8  | 15 | 22 | -7  |
| 13º | Tacuarembó           | 20  | 17 | 5  | 5 | 7  | 25 | 26 | -1  |
| 14º | Villa Española       | 17  | 17 | 4  | 5 | 8  | 31 | 37 | -6  |
| 15º | River Plate          | 13  | 17 | 3  | 4 | 10 | 18 | 27 | -9  |
| 16º | Plaza Colonia        | 12  | 17 | 2  | 6 | 9  | 17 | 26 | -9  |
| 17º | Deportivo Colonia    | 9   | 17 | 2  | 3 | 12 | 13 | 36 | -23 |
| 18º | Juventud             | 5   | 17 | 1  | 2 | 14 | 11 | 43 | -32 |

|  | Campeão do Torneio Apertura e classificado à semifinal. |

### Torneio Clausura
O Torneio Clausura começou em 18 de julho e terminou em 30 de novembro.
| Pos | Equipe               | Pts | J  | V  | E | D  | GP | GC | SG  |
| --- | -------------------- | --- | -- | -- | - | -- | -- | -- | --- |
| 1º  | Peñarol              | 39  | 17 | 12 | 3 | 2  | 30 | 13 | 17  |
| 2º  | Liverpool            | 31  | 17 | 9  | 4 | 4  | 23 | 15 | 8   |
| 3º  | Fénix                | 29  | 17 | 8  | 5 | 4  | 21 | 16 | 5   |
| 4º  | Defensor Sporting    | 28  | 17 | 8  | 4 | 5  | 30 | 20 | 10  |
| 5º  | Miramar Misiones     | 28  | 17 | 8  | 4 | 5  | 26 | 21 | 5   |
| 6º  | Cerro                | 27  | 17 | 7  | 6 | 4  | 22 | 17 | 5   |
| 7º  | River Plate          | 27  | 17 | 8  | 3 | 6  | 26 | 25 | 1   |
| 8º  | Danubio              | 27  | 17 | 7  | 6 | 4  | 21 | 21 | 0   |
| 9º  | Nacional             | 26  | 17 | 7  | 5 | 5  | 29 | 23 | 6   |
| 10º | Bella Vista          | 26  | 17 | 7  | 5 | 5  | 23 | 22 | 1   |
| 11º | Deportivo Maldonado  | 23  | 17 | 6  | 5 | 6  | 16 | 14 | 2   |
| 12º | Deportivo Colonia    | 23  | 17 | 6  | 5 | 6  | 24 | 23 | 1   |
| 13º | Central Español      | 22  | 17 | 7  | 1 | 9  | 17 | 20 | -3  |
| 14º | Montevideo Wanderers | 18  | 17 | 4  | 7 | 6  | 19 | 24 | -5  |
| 15º | Tacuarembó           | 17  | 17 | 4  | 5 | 8  | 19 | 23 | -4  |
| 16º | Plaza Colonia        | 11  | 17 | 2  | 5 | 10 | 16 | 30 | -14 |
| 17º | Villa Española       | 8   | 17 | 1  | 5 | 11 | 14 | 29 | -15 |
| 18º | Juventud             | 8   | 17 | 2  | 2 | 13 | 17 | 37 | -20 |

|  | Campeão do Torneio Clausura e classificado à semifinal. |

### Tabela acumulada
A tabela acumulada resulta na soma dos pontos obtidos nos Torneios Apertura e Clausura.
| Pos | Equipe               | Pts | J  | V  | E  | D  | GP | GC | SG  |
| --- | -------------------- | --- | -- | -- | -- | -- | -- | -- | --- |
| 1º  | Peñarol              | 77  | 34 | 24 | 5  | 5  | 73 | 33 | 40  |
| 2º  | Nacional             | 70  | 34 | 21 | 7  | 6  | 63 | 32 | 31  |
| 3º  | Danubio              | 61  | 34 | 17 | 10 | 7  | 55 | 40 | 15  |
| 4º  | Fénix                | 58  | 34 | 17 | 7  | 10 | 62 | 54 | 8   |
| 5º  | Liverpool            | 58  | 34 | 17 | 7  | 10 | 47 | 39 | 8   |
| 6º  | Defensor Sporting    | 55  | 34 | 16 | 7  | 11 | 58 | 43 | 15  |
| 7º  | Cerro                | 55  | 34 | 15 | 10 | 9  | 47 | 38 | 9   |
| 8º  | Montevideo Wanderers | 52  | 34 | 14 | 10 | 10 | 59 | 52 | 7   |
| 9º  | Deportivo Maldonado  | 51  | 34 | 14 | 9  | 11 | 40 | 40 | 0   |
| 10º | Miramar Misiones     | 50  | 34 | 14 | 8  | 12 | 54 | 48 | 6   |
| 11º | Bella Vista          | 47  | 34 | 13 | 8  | 13 | 46 | 44 | 2   |
| 12º | Central Español      | 43  | 34 | 13 | 4  | 17 | 32 | 42 | -10 |
| 13º | River Plate          | 40  | 34 | 11 | 7  | 16 | 44 | 52 | -8  |
| 14º | Tacuarembó           | 37  | 34 | 9  | 10 | 15 | 44 | 49 | -5  |
| 15º | Deportivo Colonia    | 32  | 34 | 8  | 8  | 18 | 37 | 59 | -22 |
| 16º | Villa Española       | 25  | 34 | 5  | 10 | 19 | 45 | 66 | -21 |
| 17º | Plaza Colonia        | 23  | 34 | 4  | 11 | 19 | 33 | 56 | -23 |
| 18º | Juventud             | 13  | 34 | 3  | 4  | 27 | 28 | 80 | -52 |

|  | Vencedor da tabela acumulada e classificado à final. |
|  | Classificados à Liguilla Pré-Libertadores.           |

### Tabela de descenso
Foram rebaixados à Segunda Divisão os piores times da capital Montevidéu o pior time do interior.

#### Montevidéu
| Pos | Equipe               | Pts | J  | V  | E  | D  | GP | GC | SG  |
| --- | -------------------- | --- | -- | -- | -- | -- | -- | -- | --- |
| 1º  | Peñarol              | 77  | 34 | 24 | 5  | 5  | 73 | 33 | 40  |
| 2º  | Nacional             | 70  | 34 | 21 | 7  | 6  | 63 | 32 | 31  |
| 3º  | Danubio              | 61  | 34 | 17 | 10 | 7  | 55 | 40 | 15  |
| 4º  | Fénix                | 58  | 34 | 17 | 7  | 10 | 62 | 54 | 8   |
| 5º  | Liverpool            | 58  | 34 | 17 | 7  | 10 | 47 | 39 | 8   |
| 6º  | Defensor Sporting    | 55  | 34 | 16 | 7  | 11 | 58 | 43 | 15  |
| 7º  | Cerro                | 55  | 34 | 15 | 10 | 9  | 47 | 38 | 9   |
| 8º  | Montevideo Wanderers | 52  | 34 | 14 | 10 | 10 | 59 | 52 | 7   |
| 10º | Miramar Misiones     | 50  | 34 | 14 | 8  | 12 | 54 | 48 | 6   |
| 11º | Bella Vista          | 47  | 34 | 13 | 8  | 13 | 46 | 44 | 2   |
| 12º | Central Español      | 43  | 34 | 13 | 4  | 17 | 32 | 42 | -10 |
| 13º | River Plate          | 40  | 34 | 11 | 7  | 16 | 44 | 52 | -8  |
| 16º | Villa Española       | 25  | 34 | 5  | 10 | 19 | 45 | 66 | -21 |

|  | Rebaixados à Segunda Divisão como os piores times de Montevidéu. |

#### Interior
| Pos | Equipe              | Pts | J  | V  | E  | D  | GP | GC | SG  |
| --- | ------------------- | --- | -- | -- | -- | -- | -- | -- | --- |
| 9º  | Deportivo Maldonado | 51  | 34 | 14 | 9  | 11 | 40 | 40 | 0   |
| 14º | Tacuarembó          | 37  | 34 | 9  | 10 | 15 | 44 | 49 | -5  |
| 15º | Deportivo Colonia   | 32  | 34 | 8  | 8  | 18 | 37 | 59 | -22 |
| 17º | Plaza Colonia       | 23  | 34 | 4  | 11 | 19 | 33 | 56 | -23 |
| 18º | Juventud            | 13  | 34 | 3  | 4  | 27 | 28 | 80 | -52 |

|  | Rebaixado à Segunda Divisão como o pior time do interior. |

Promovidos para a próxima temporada: Cerrito, Rentistas e Rocha.

## Fase final
|  | Semifinal                               | Semifinal |  |  | Final                                  | Final | Final |
|  |                                         |           |  |  |                                        |       |       |
|  |                                         |           |  |  |                                        |       |       |
|  | Nacional (Vencedor do Torneio Apertura) | 0         |  |  |                                        |       |       |
|  | Peñarol (Vencedor do Torneio Clausura)  | 1         |  |  |                                        |       |       |
|  |                                         |           |  |  |                                        |       |       |
|  |                                         |           |  |  | Peñarol (Vencedor da semifinal)        | –     | –     |
|  |                                         |           |  |  | Peñarol (Vencedor da tabela acumulada) | –     | –     |
|  |                                         |           |  |  |                                        |       |       |

### Semifinal
O triunfo do Peñarol o consagrou como campeão da competição sem a necessidade de uma final, já que os Carboneros terminaram na primeira colocação da tabela acumulada.
| {{{data}}} | Peñarol      | 1 – 0                        | Nacional | Estádio Centenário, Montevidéu          |
|            | Bizera 45+3' | data = 4 de dezembro de 2003 |          | Público: 40 000 Árbitro: Gustavo Méndez |

Peñarol classificado à Copa Libertadores da América e à Copa Sul-Americana de 2004.
Nacional classificado à Copa Libertadores da América de 2004.

## Artilharia
| Jogador          | Equipe               | A  | C  | T  |
| ---------------- | -------------------- | -- | -- | -- |
| Alexander Medina | Liverpool            | 10 | 12 | 22 |
| Carlos Bueno     | Peñarol              | 8  | 10 | 18 |
| Julio Ramírez    | Montevideo Wanderers | 11 | 5  | 16 |
| Ángel Gutiérrez  | Villa Española       | 9  | 6  | 15 |
| Nicolás Nicolay  | Villa Española       | 14 | 0  | 14 |
| Pablo Granoche   | Miramar Misiones     | 3  | 10 | 13 |
| Sergio Leal      | Plaza Colonia        | 6  | 7  | 13 |
| Germán Hornos    | Fénix                | 12 | –  | 12 |
| Gonzalo Vargas   | Defensor Sporting    | 6  | 6  | 12 |

## Liguilla Pré-Libertadores da América
A Liguilla Pré-Libertadores da América de 2003 foi a 30ª edição da história da Liguilla Pré-Libertadores, competição disputada entre as temporadas de 1974 e 2008–09, a fim de definir quais seriam os clubes representantes do futebol uruguaio nas competições da CONMEBOL. O torneio de 2003 consistiu em uma competição com um turno, no sistema de todos contra todos. O vencedor foi o Fénix, que obteve seu 2º título da Liguilla.

### Classificação da Liguilla
| Pos | Equipe               | Pts | J | V | E | D | GP | GC | SG |
| --- | -------------------- | --- | - | - | - | - | -- | -- | -- |
| 1º  | Fénix                | 14  | 7 | 4 | 2 | 1 | 8  | 4  | 4  |
| 2º  | Deportivo Maldonado  | 12  | 7 | 3 | 3 | 1 | 8  | 6  | 2  |
| 3º  | Danubio              | 12  | 7 | 3 | 3 | 1 | 10 | 11 | -1 |
| 4º  | Liverpool            | 11  | 7 | 3 | 2 | 2 | 9  | 6  | 3  |
| 5º  | Cerro                | 11  | 7 | 2 | 5 | 0 | 5  | 3  | 2  |
| 6º  | Defensor Sporting    | 6   | 7 | 1 | 3 | 3 | 10 | 8  | 2  |
| 7º  | Montevideo Wanderers | 5   | 7 | 1 | 2 | 4 | 8  | 12 | -4 |
| 8º  | Miramar Misiones     | 2   | 7 | 0 | 2 | 5 | 5  | 13 | -8 |

|  | Campeão da Liguilla e classificado à Libertadores de 2004.   |
|  | Disputam o 2º lugar e uma vaga à Copa Sul-Americana de 2004. |

### Playoffpor uma vaga à Copa Sul-Americana de 2004
| {{{data}}} | Deportivo Maldonado | 1 – 2                         | Danubio                | Estádio Centenário, Montevidéu |
|            | Ximénez 89'         | data = 23 de dezembro de 2003 | Lima 63' · Olivera 68' | Árbitro: Martín Vázquez        |

### Clubes classificados às competições da CONMEBOL

#### Copa Libertadores da América de 2004
|   | Equipe   | Classificação                 |
| - | -------- | ----------------------------- |
| 1 | Peñarol  | Campeão Uruguaio de 2003      |
| 2 | Nacional | Vice-campeão Uruguaio de 2003 |
| 3 | Fénix    | Campeão da Liguilla de 2003   |

#### Copa Sul-Americana de 2004
|   | Equipe  | Classificação                    |
| - | ------- | -------------------------------- |
| 1 | Peñarol | Campeão Uruguaio de 2003         |
| 2 | Danubio | Vice-campeão da Liguilla de 2003 |

## Premiação
| Campeonato Uruguaio de 2003  |
| ---------------------------- |
| Peñarol Campeão (47º título) |